# خافيير لوبيز (لاعب كرة قاعدة)
خافيير لوبيز (بالإنجليزية: Javier López) هو لاعب كرة قاعدة أمريكي، ولد في 11 يوليو 1977 في سان خوان في الولايات المتحدة.

## وصلات خارجية
- خافيير لوبيز على موقع دوري كرة القاعدة الرئيسي (الإنجليزية)
- خافيير لوبيز على موقعبيزبول رفرنس.كوم (الدوري الرئيسي) (الإنجليزية)
- خافيير لوبيز على موقعبيزبول رفرنس.كوم (الدوري الثانوي) (الإنجليزية)
- خافيير لوبيز على موقع إي إس بي إن.كوم (أم.أل.بي) (الإنجليزية)
- خافيير لوبيز على موقع مشجعي الرسوم البيانية (الإنجليزية)